# Eupelmus pallidipes
Eupelmus pallidipes är en stekelart som beskrevs av Howard 1897. Eupelmus pallidipes ingår i släktet Eupelmus och familjen hoppglanssteklar.
Artens utbredningsområde är Grenada. Inga underarter finns listade i Catalogue of Life.